# هری اف. بیرد، سینیور
هری اف. بیرد، سینیور (به انگلیسی: Harry F. Byrd, Sr.) سناتور سابق عضو حزب دموکرات ایالات متحده آمریکا بود. وی در سال ۱۹۳۳ تا ۱۹۶۵ میلادی سناتور ایالت ویرجینیا در سنای ایالات متحده آمریکا بود.